# 吕世光
吕世光（1955年8月—）山东烟台人，中国共产党及中华人民共和国官员。

## 生平
辽宁大学哲学系毕业，研究生学历。1973年3月参加工作，1975年6月加入中国共产党。1978年9月到国务院机关事务管理局工作。历任办公室副主任、主任，财务管理司司长等职。1998年4月任副局长、党组成员。2004年11月任局党组副书记、副局长。后任中共中央党史研究室副主任、中国中共党史学会副会长。2018年1月任第十三届全国政协委员。